# Kolej (ubytovací zařízení)
Kolej (z latinského collegium, „společenství“) je ubytovací zařízení internátního typu, původně ve smyslu kláštera (např. Jezuitská kolej Klementinum). V dnešní době obvykle jako celoroční ubytovna pro studenty vysokých škol. Její součástí v některých případech bývá i stravovací zařízení – menza (vysokoškolská jídelna).

## Historie
Středověké univerzitní koleje byly součástí univerzit a sloužily především jako prostory pro vyučování a zároveň jako zázemí a ubytování pro vyučující. Pro zajištění provozu i učitelů byly nadány stálým příjmem z feudálního pozemkového majetku nebo rent. V roce 1257 Robert ze Sorbonu, kaplan francouzského krále Ludvíka IX. původem z chudých venkovských poměrů, založil s podporou krále při pařížské univerzitě Domus de Sorbonna neboli Collège de Sorbonne, kolej pro studenty teologie, včetně těch, kteří si nemohli dovolit drahý pařížský pobyt během dlouhého studia. Podobně i jinde při univerzitních kolejích vznikaly nadace pro podporu chudých studentů, například cisterciácká kolej u sv. Bernarda založená Karlem IV. roku 1374.

## Moderní doba
Teprve v moderní době došlo k oddělení samostatné instituce pro ubytování studentů od univerzitní koleje. Před první světovou válkou tak například v Praze fungovaly čtyři koleje – tři pouze pro muže: Strakova akademie a kolej Arnošta z Pardubic ve Voršilské ulici (obě založeny v roce 1896) a v roce 1904 ze soukromé Hlávkovy nadace, nejstarší české nadace, založená Hlávkova kolej, a jedna pro ženy: Ženská kolej Spolku akademicky vzdělaných žen založená roku 1917 se sídlem ve Spálené ulici a s pobočkami v ústavu choromyslných v Kateřinské ulici a v klášteře alžbětinek. V češtině se ujal název „kolej“ pro ubytovací zařízení – podobně například italské „collegio“, zatímco v angličtině „college“ zpravidla označuje vysokoškolskou instituci, ve francouzštině „collège“ nejčastěji nižší stupeň sekundárního vzdělávání (gymnázia).